# Theodoros Rštuni
Theodoros Rštuni (armenisch Թեոդորոս Ռշտունի, auch Rshtuni, Rechtuni; * um 590; † 656/659 in Damaskus), vermutlich identisch mit dem Patrikios Pasagnathes (Πασαγνάθης) bei Theophanes, war ein byzantinischer General armenischer Herkunft, der für seinen Widerstand gegen die ersten arabischen Einfälle in Armenien bekannt wurde.

## Leben
Vor der islamischen Expansion war Theodoros 634 von Kaiser Herakleios zum Sparapet (Kommandeur) der armenischen Truppen und Marzban von Armenien erhoben worden. Nach dem Sturz des David Saharuni (638 oder 640) wurde er zu dessen Nachfolger im Rang eines Kuropalates ernannt. Zusammen mit dem byzantinischen General Prokopios verteidigte Theodoros Armenien 640 erfolgreich gegen die erste Attacke der Araber. 642 konnte er die Muslime zwar nicht an der Plünderung der Hauptstadt Dvin hindern, besiegte sie aber am 10. August 643 bei der Festung Arcapk im Bezirk Kogovit der historischen Provinz Ayrarat (heute geteilt zwischen Armenien und der Türkei), wofür er von Kaiser Konstans II. als Fürst (Iškhan) von Armenien anerkannt wurde. Konstans war besonders interessiert an dem Heimatland seiner Familie und bevorzugte byzantinische Generäle armenischer Herkunft, um das Vorrücken der arabischen Truppen aufzuhalten.
Nachdem die Araber ihre Angriffe auf Armenien laufend intensiviert hatten, vereinbarte Theodoros schließlich 651 einen Waffenstillstand mit dem Statthalter von Syrien, dem späteren Kalifen Muʿāwiya, woraufhin die Araber sich der vollständigen Unterwerfung des Sassanidenreichs widmen konnten. 652 oder 653 (die Chronologie ist in der Forschung umstritten) akzeptierte er die arabische Suzeränität und erhielt vertraglich im Gegenzug eine weitgehende Autonomie Armeniens zugesichert. Im Zuge dieser Übereinkunft wurde Arminiya als autonomer Staat tributpflichtig und musste 15.000 Mann jährlich für die arabische Armee stellen.
Dieses Verhalten des Theodoros wurde in Konstantinopel als Hochverrat aufgefasst. Konstans II. zog 653 mit einem Heer nach Armenien und setzte Theodoros ab, der sich in ein Kloster auf der Insel Akdamar im Vansee flüchtete. Nach dem überhasteten Abzug des Kaisers forderte Theodoros 7000 Soldaten von den Arabern an und stationierte sie in den von Byzanz abgefallenen Distrikten nördlich des Vansees. Er begab sich zu Muʿāwiya nach Damaskus, der ihn als Gouverneur Armeniens bestätigte. Als sich die militärische Konfrontation mit den Byzantinern 655 zuspitzte, deportierten die Araber eine große Zahl armenischer Aristokraten nach Syrien, unter ihnen auch Theodoros, der spätestens 659 in Geiselhaft starb. Sein Schwiegersohn und Rivale Hamazasp Mamikonjan wurde an seiner Stelle eingesetzt und sein Leichnam wurde in seine Heimat Rshtunik (Ռշտունիք) überführt, wo er in der Gruft seiner Familie beigesetzt wurde.

## Vermächtnis
Einige Gelehrte, unter anderen Manuk Abeghian identifizieren Rshtuni mit der Figur des K'eṛi T'oros im Epos „David von Sasun“. Der armenische Schriftsteller Tserents (Ծերենց, - Hovsep Shishmanyan Հովսեփ Շիշմանյան 1822-1888) verfasste einen historisierenden Roman mit dem Titel Theodoros Rshtuni.